# Сульфонілгідразини
Сульфонілгідразини (рос. сульфонилгидразины, [сульфогидразиды], англ. sulfohydrazides) — речовини складу R–SO2NHNH2. Мають слабоосновні властивості, утворюють ацильні похідні по аміногрупі, які, однак, не здатні циклізуватися, кількісно реагують з нітритом натрію з утворенням сульфонілазидів, сильні відновники, здатні (зокрема в розчинах) самовідновлюватись до дисульфідів.
Синонім — сульфогідразиди.